# Оливал-Башту
Оливал-Башту (порт. Olival Basto)  —  район (фрегезия) в Португалии,  входит в округ Лиссабон. Является составной частью муниципалитета  Одивелаш. Находится в составе крупной городской агломерации Большой Лиссабон. По старому административному делению входил в провинцию Эштремадура. Входит в экономико-статистический  субрегион Большой Лиссабон, который входит в Лиссабонский регион. Население составляет 6246 человек на 2001 год. Занимает площадь 1,39 км².
Покровителем района считается Дева Мария (порт. Maria).

## История
Район основан в 1989 году

## Демография
| Численность населения муниципалитета по годам | Численность населения муниципалитета по годам | Численность населения муниципалитета по годам |
| --------------------------------------------- | --------------------------------------------- | --------------------------------------------- |
| 1991                                          | 2001                                          | 2011                                          |
| 7 234                                         | 6 246                                         | 5 812                                         |